# 张海清
张海清（1961年2月—），藏族，四川省九寨沟县人，中华人民共和国政治人物。

## 生平
1961年2月，张海清出生在四川省九寨沟县。1976年9月，张海清成为南坪县保华中心学校的一名教师。1978年9月，张海清进入马尔康民族师范学校学习，1981年毕业后分配至马尔康第一小学执教。1983年8月，张海清进入政界，成为南坪县文教局的一名干部。1986年9月，张海清进入阿坝师范专科学校干部专修班学习，期间于1986年12月加入中国共产党，1988年8月毕业后担任南坪县人民政府办公室秘书、主任助理副主任。1991年5月，张海清调入阿坝藏族羌族自治州人民政府办公室，先后担任副科级秘书、正科级秘书。1997年5月，张海清出任阿坝藏族羌族自治州地质矿产黄金局副局长、党组成员。2001年11月，张海清调任中共理县县委副书记。2003年6月，张海清调回阿坝藏族羌族自治州人民政府担任副秘书长。2004年9月，张海清转任阿坝藏族羌族自治州劳动和社会保障局党组副书记，次月兼任局长。2010年7月，张海清调任中共金川县委书记。2016年5月，张海清出任中国大熊猫保护研究中心副主任。

### 落马
2024年5月13日，张海清涉嫌严重违纪违法接受中央纪委国家监委驻自然资源部纪检监察组纪律审查和四川省阿坝藏族羌族自治州监察委员会监察调查。其在金川县的继任者卞思发也在5月24日接受调查。